# Philautus kempiae
Philautus kempiae är en groddjursart som först beskrevs av George Albert Boulenger 1919.  Philautus kempiae ingår i släktet Philautus och familjen trädgrodor. IUCN kategoriserar arten globalt som otillräckligt studerad. Inga underarter finns listade i Catalogue of Life.